# Табор (район)
Район Табор (чеш. Okres Tábor) — один из 7 районов Южночешского края Чехии. Административным центром является город Табор. Площадь составляет 1326,01 км², население — 103 599 человек (плотность населения — 78,13 человек на 1 км²). Район состоит из 110 населённых пунктов, в том числе из 8 городов.

## Известные уроженцы
- Ржиха, Богумил (1907—1987) — известный чешский детский писатель и сценарист.